# Evapotraspirazione

Schema di evotraspirazione

L'evapotraspirazione è una variabile o grandezza fisica usata in agrometeorologia. Consiste nella quantità d'acqua (riferita all'unità di tempo) che dal terreno passa nell'aria allo stato di vapore per effetto congiunto della traspirazione, attraverso le piante, e dell'evaporazione, direttamente dal terreno. È spesso indicata nei manuali con la sigla ET.

## Generalità
Il concetto ingloba due processi nettamente differenti, in quanto l'evaporazione esulerebbe a rigore dalla coltura, tuttavia non è possibile attualmente scorporare i due fenomeni e trattarli distintamente in modo attendibile. D'altra parte ai fini pratici interessa il consumo effettivo sia per evaporazione sia per traspirazione.
L'unità di misura è il mm (millimetro), inteso come altezza della massa d'acqua evaporata e traspirata, oppure il m³/ha (metro cubo per ettaro). Essendo un fenomeno climatico inverso a quello delle precipitazioni, per convenzione si usa il millimetro in modo da rendere la grandezza direttamente comparabile con le precipitazioni. In ogni modo, tenuto conto che una massa liquida di 1 mm d'altezza che si estende su una superficie di 1 ha occupa il volume di 10 m³, 1 mm di evapotraspirazione equivale ad un consumo di 10 m³/ha.
Gli ambiti di studio e d'applicazione sono diversi secondo il contesto:
- come indice dei consumi idrici delle colture è una delle più importanti variabili utilizzate nella gestione razionalizzata dell'acqua irrigua;
- è una variabile utilizzabile per la comparazione del potere evaporante dell'atmosfera in ambienti fisicamente diversi oppure nello stesso ambiente in periodi differenti oppure nello stesso ambiente con colture differenti;
- è una variabile utilizzabile per valutare la vocazione di un comprensorio ad ospitare una determinata coltura.

## Fattori influenzanti
L'evapotraspirazione è la risultante del concorso di più fattori dipendenti dalla natura del terreno, dal clima, dalla specie agraria, dalla tecnica colturale. Questi fattori non possono essere considerati distintamente in quanto l'evapotraspirazione è la risultante complessa delle loro interrelazioni.

### Fattori pedologici
- Granulometria. Influenza direttamente l'evaporazione sotto molteplici aspetti. La macroporosità intensifica i processi di evaporazione negli strati superficiali mentre la microporosità ha in generale un'azione di ostacolo. A parità di umidità l'evapotraspirazione è più intensa nei terreni grossolani mentre è più contenuta in quelli a tessitura fine e di medio impasto.
- Umidità. Maggiore è l'umidità minore è la forza con cui il terreno trattiene l'acqua. L'evapotraspirazione pertanto è più intensa nei terreni umidi rispetto a quelli asciutti.

Riassumendo, l'intensità di evapotraspirazione è strettamente legata alla dinamica dell'acqua del terreno e di conseguenza alla tessitura.

### Fattori climatici
- Temperatura. Sia la traspirazione sia l'evaporazione sono processi che assorbono calore dall'ambiente, pertanto l'evapotraspirazione è più intensa con temperature dell'aria elevate.
- Umidità atmosferica. Il potere evaporante dell'atmosfera cresce all'abbassarsi dell'umidità relativa, perciò l'intensità dell'evapotraspirazione è maggiore in caso di aria secca.
- Vento. In caso di aria stagnante si crea un gradiente di umidità relativa decrescente passando dagli strati prossimi al suolo e alla vegetazione a quelli più alti. In generale la ventilazione crea una turbolenza che rimescola questi strati, perciò favorisce l'evapotraspirazione intensificandola quanto più è maggiore la velocità del vento. Non va però trascurata la natura del vento: i venti caldi e asciutti intensificano l'evapotraspirazione, mentre quelli freddi e umidi la deprimono. In definitiva l'azione del vento sull'evapotraspirazione è la risultante del concorso di più fattori: la velocità, l'umidità relativa e la temperatura delle masse d'aria apportate e di quelle rimosse.
- Pressione atmosferica. Questo fattore climatico ha un'influenza diretta di secondaria importanza rispetto all'influenza indiretta che ha condizionando gli altri fattori climatici.

In definitiva l'evapotraspirazione è più intensa durante il giorno, nei mesi più caldi e in giornate asciutte e ventose, mentre diminuisce d'intensità durante la notte, nei mesi più freddi, nelle giornate umide, con cielo coperto e in assenza di vento.

### Fattori biologici
La biologia delle piante ha una notevole influenza sull'evapotraspirazione in relazione alla morfologia, all'anatomia, alla fisiologia e alla fenologia. 
- Apparato radicale. Lo sviluppo dell'apparato radicale va messa in relazione alla capacità di assorbire l'acqua da strati più umidi. In generale l'evapotraspirazone è più intensa con apparati radicali espansi in superficie nei terreni umidi, mentre in quelli asciutti hanno un ruolo determinante le radici profonde.
- Sviluppo e portamento della vegetazione. Questo fattore ha un ruolo fondamentale: la superficie degli organi erbacei (foglie e germogli in particolare) è concettualmente una moltiplicazione dell'estensione dell'interfaccia atmosfera-terreno, perciò un notevole sviluppo dell'apparato vegetativo tende a intensificare l'evapotraspirazione. La grandezza di maggiore importanza sotto questo aspetto è l'indice di area fogliare (LAI, leaf area index): potenzialmente l'evapotraspirazione è più intensa nelle piante con LAI elevato. Il LAI dipende da molteplici fattori quali lo sviluppo in altezza della pianta, la direzione delle ramificazioni, la fillotassi, il numero, la dimensione e la forma delle foglie.
- Stomi. Le aperture stomatiche sono la via principale attraverso la quale la pianta rilascia l'acqua nell'atmosfera, pertanto hanno un ruolo determinante. L'evapotraspirazione è più intensa nelle piante ricche di stomi, ma va considerata in particolare la capacità di chiudere gli stomi: poiché le cellule di guardia delle aperture stomatiche reagiscono a condizioni di umidità sfavorevoli, le piante in grado di chiudere gli stomi hanno un'evapotraspirazione meno intensa.
- Adattamenti xerofitici. Sono fondamentali nel determinare l'intensità dell'evapotraspirazione: la tomentosità delle foglie, il rivestimento cuticolare dell'epidermide, la riduzione della lunghezza degli internodi e delle dimensioni delle foglie, la sostituzione delle foglie con organi assimilanti meno efficienti (es. il fusto nelle Cactacee e nelle Euphorbiaceae) ed altri caratteri xerofitici, meno evidenti, concorrono nel complesso riducendo l'intensità dell'evapotraspirazione.
- Fenologia. La fenologia influenza l'evapotraspirazione modificando il comportamento, la morfologia e la fisiologia in funzione della stagione. L'evapotraspirazione si riduce quando la pianta va in riposo vegetativo, con o senza la perdita delle foglie, mentre è più intensa nelle fasi di maggiore attività: accrescimento vegetativo, fioritura, accrescimento dei frutti.
- Stato della pianta. Lo stato sanitario e quello nutrizionali influiscono indirettamente riflettendosi sullo sviluppo vegetativo e, quindi, sul LAI. Le piante in ottimo stato sanitario e nutrizionale sono più sviluppate, più rigogliose e hanno un'attività più intensa pertanto in queste condizioni l'evapotraspirazione è maggiore.

In definitiva i fattori biologici concorrono in modo complesso a definire la potenziale capacità di una specie o di una varietà di traspirare più o meno intensamente. In generale si può dire che l'evapotraspirazione è più intensa durante le fasi di attività vegetativa e riproduttiva, in piante rigogliose e più sviluppate e in buono stato di salute e prive di adattamenti xerofitici.

### Fattori agronomici
La tecnica colturale è fondamentale nel correggere drasticamente la tendenza determinata dagli altri fattori. Diversi sono i contesti che influiscono sull'evapotraspirazione, in alcuni casi bene evidenti, in altri meno. Fra i più importanti si citano i seguenti:
- Investimento. Con questo termine s'intende la densità di piante per unità di superficie. In generale le colture più fitte, con densità di semina o di trapianto elevate e con sesti d'impianto più stretti, hanno un'evapotraspirazione più intensa.
- Categoria:Lavorazioni del terreno. Le lavorazioni del terreno hanno un effetto complesso secondo il tipo e il contesto. In generale le lavorazioni relativamente profonde (aratura, fresatura, ripuntatura, ecc.) incrementano la macroporosità e inducono un'evaporazione più intensa anche da strati più profondi, tuttavia nel tempo hanno un effetto rinettante perciò riducono l'incidenza delle piante infestanti sull'evapotraspirazione. Le lavorazioni superficiali di coltivazione come la sarchiatura, hanno un effetto di riduzione sull'evapotraspirazione agendo sia sulle piante infestanti sia sulle perdite per evaporazione.
- Diserbo. Il controllo delle piante infestanti permette una riduzione dell'evapotraspirazione.
- Inerbimento. L'effetto dell'inerbimento è complesso: da un lato contiene lo sviluppo delle piante infestanti pertanto riduce la loro incidenza, nello stesso tempo favorisce l'evapotraspirazione da parte di una copertura erbosa. Nel complesso gli arboreti inerbiti hanno un'evapotraspirazione più intensa rispetto a quelli gestiti con la lavorazione o la trinciatura dell'interfila integrata con un sistema d'irrigazione localizzata.
- Irrigazione. L'irrigazione umettante mantiene il terreno in condizioni d'umidità favorevoli sia alla traspirazione sia all'evaporazione, pertanto intensifica l'evapotraspirazione. Gli effetti variano in relazione al sistema d'irrigazione adottato e alla natura del terreno.
- Concimazione. Influisce sullo stato nutrizionale delle piante pertanto agisce favorevolmente incrementando il LAI.
- Cure fitosanitarie. Influiscono sullo stato sanitario delle piante perciò agiscono favorevolmente incrementando il LAI.
- Potatura e sistemi d'allevamento. Correggendo il portamento e lo sviluppo dell'apparato vegetativo hanno riflessi sul LAI e, indirettamente, sull'evapotraspirazione.
- Apprestamenti protettivi. In generale hanno effetti differenti secondo la natura dell'apprestamento. Fra quelli che hanno un'influenza diretta sull'evapotraspirazione vanno citati il frangivento e la pacciamatura. Il primo riduce la velocità del vento il secondo riduce la superficie di contatto fra terreno e atmosfera. Entrambi gli apprestamenti hanno quindi un'azione di contenimento dell'evapotraspirazione.

Nel complesso il ruolo dei fattori agronomici dipende dagli obiettivi conseguiti e dalla disponibilità di risorse tecniche (in particolare l'acqua irrigua). Laddove la disponibilità idrica non rappresenta un fattore limitante, l'obiettivo primario è quello di incrementare la resa agendo sia sul LAI sia sull'intensità della fotosintesi, pertanto le tecniche nel complesso intensificano l'evapotraspirazione. Dove invece la disponibilità idrica è un fattore limitante, l'obiettivo primario è quello di limitare i consumi idrici, pertanto la tecnica riduce direttamente o indirettamente l'evapotraspirazione.

## Evapotraspirazione potenziale
L'evapotraspirazione potenziale, indicata con la sigla ETP o ETp, è un'astrazione, perfezionata nel 1955, che fa riferimento ad una condizione ambientale standard in cui non si considera l'incidenza dei fattori agronomici, biologici, pedologici e di una parte dei fattori climatici. La finalità di questa variabile è di rendere comparabili i valori di evapotraspirazione nello spazio e nel tempo. Per questo motivo l'evapotraspirazione potenziale si riferisce al quantitativo massimo che può essere perso nell'unità di tempo per evaporazione e traspirazione da un prato di graminacea che presenta le seguenti caratteristiche:
- il terreno è in condizioni ottimali d'umidità;
- il terreno è regolarmente livellato e di grande estensione;
- il prato è in ottimo stato nutrizionale e sanitario;
- il prato ricopre completamente uniformemente il terreno senza diradamenti;
- il prato è regolarmente sfalciato in modo da mantenere il cotico erboso ad un'altezza di 10–15 cm.

Il valore dell'evapotraspirazione potenziale varia con le stagioni e il clima, ma è del tutto indipendente dalle colture e dalle tecniche attuate.
Esiste anche un ETo standard di riferimento stabilita dalla FAO, serve per stabilire l'evapotraspirazione potenziale nelle varie parti del Mondo. La coltura di riferimento è il prato di Festuca arundinacea. L'adozione di queste condizioni standard fa in modo che l'evapotraspirazione dipenda esclusivamente dal potere evaporante dell'atmosfera in quanto tutti gli altri fattori sono stati normalizzati.
Questa variabile climatica si usa a fini pratici o di studio per caratterizzare un determinato ambiente fisico. Il valore dell'evapotraspirazione potenziale varia nel tempo e nello spazio, ma è del tutto indipendente dalle colture e dalle tecniche attuate.

## Evapotraspirazione effettiva
L'ETp moltiplicata per un coefficiente k in funzione della coltura determina l'evapotraspirazione effettiva della coltura ETc. Questa variabile climatica si usa a fini pratici per lo studio del fabbisogno idrico della coltura agraria e la stima dell'irrigazione da effettuare. Detta anche evapotraspirazione reale (ETr), fa riferimento ad un contesto reale, pertanto è definita come il quantitativo d'acqua persa nell'unità di tempo per evaporazione e traspirazione da una coltura nelle reali condizioni.
Questa variabile climatica si usa ai fini pratici per calcolare il bilancio idrico di una coltura. Il valore dell'evapotraspirazione effettiva varia in funzione del contesto (epoca, ubicazione, coltura praticata, condizioni pedologiche e tecnica agronomica).

## Misura dell'evapotraspirazione

Rappresentazione schematica di un lisimetro a pesata

La misura diretta si effettua con i lisimetri di precisione. Si tratta di sofisticati e costosi impianti installati presso istituti di ricerca allo scopo di tarare altri strumenti di misura o metodi di stima basati sul rilevamento di altre variabili climatiche. I lisimetri hanno inoltre un limite operativo nel fatto che non consentono la misura diretta dell'evapotraspirazione in certi contesti come una piantagione arborea o una foresta.

## Stima dell'evapotraspirazione
La stima dell'evapotraspirazione si basa sull'applicazione di formule matematiche che permettono il calcolo dell'evapotraspirazione in funzione di una o più variabili climatiche di facile rilevamento. In generale si tratta di metodi empirici più o meno approssimativi che non danno un'esatta percezione dell'evapotraspirazione ma che opportunamente tarati nel contesto in cui si applicano possono dare informazioni più semplici e immediate e, soprattutto, economicamente sostenibili rispetto alla misura diretta.
Negli ultimi 60 anni sono state elaborate formule estimative poco adatte ai fini pratici. In definitiva si trattava di metodi tarati per contesti limitati e per rilevamenti ambientali adatti ad analisi temporali di medio e lungo periodo. In seguito, la FAO ha proposto adattamenti di questi metodi con l'applicazione di coefficienti correttivi che tengono conto di specifiche variabili climatiche. I metodi proposti dalla FAO stimano l'evapotraspirazione potenziale standard (ETPs).

### Metodo di Blaney-Criddle
Il metodo Blaney-Criddle è stato largamente usato in passato nell'ovest degli Stati Uniti. È uno dei più conosciuti ma è anche troppo approssimativo, con un margine d'errore del 25% per le stime estive. Per ottenere una sufficiente affidabilità deve essere applicato ad un periodo di almeno un mese, perciò è poco adatto a monitorare l'andamento dell'evapotraspirazione per redigere il bilancio idrico di una coltivazione in atto. La formula stima l'evapotraspirazione potenziale standard come media giornaliera del mese (o di un periodo di rilevamento più lungo):
{\displaystyle ETP_{s}=a+b\cdot [p(0.46\cdot t+8.13)]}
dove:
- t è la temperatura media mensile ottenuta come media aritmetica delle medie giornaliere;
- p è la percentuale media giornaliera delle ore di eliofania all'anno (valore ricavato da specifiche tabelle in funzione della latitudine)
- a+b sono degli indici introdotti dalla FAO rilevabili da alcune tabelle specifiche; esse tengono conto dell'umidità relativa minima, della classe di soleggiamento e della classe di ventosità

### Metodo FAO della radiazione solare
È l'adattamento di una formula di Makkink, originariamente adatta per le condizioni ambientali dei Paesi Bassi ma poco affidabile in altri ambienti. Il successivo adattamento della FAO lo rende applicabile anche in altri contesti. Questo metodo mette in relazione l'evapotraspirazione potenziale standard con due fattori climatici: un fattore di proporzionalità (correlato alla temperatura dell'aria e all'altitudine) e la radiazione solare globale:
{\displaystyle ETP_{s}=c\ (W\cdot R_{s})}
dove:
- W è un fattore di proporzionalità, ricavato da una specifica tabella, che mette in relazione la temperatura media dell'aria nel periodo considerato e l'altitudine nella zona in esame;
- Rs è la radiazione solare globale media del periodo considerato, espressa in millimetri equivalenti di acqua evaporata al giorno. Se non si dispone di questa grandezza è possibile ricavarla dall'eliofania (assoluta o relativa) per mezzo di una tabella.
- c è il coefficiente di correzione, introdotto dalla FAO, che tiene conto dell'umidità relativa minima, dell'eliofania relativa, della velocità del vento nelle ore notturne.

Anche con questo metodo, il coefficiente c si applica implicitamente con un calcolo grafico eseguito su specifici diagrammi dal quale si ottiene il valore dell'evapotraspirazione potenziale standard.
Il metodo della radiazione solare, prendendo in considerazione due variabili climatiche, è più preciso di quello precedente ed è sufficientemente affidabile anche quando si applica a intervalli di tempo inferiori a un mese, con un margine d'errore del 20%.

### Metodo Penman-Monteith mod. FAO
Si tratta di un metodo di complessa applicazione ma più preciso dei precedenti in quanto prende in considerazione molteplici variabili climatiche. Il modello di Penman (1948) considera le variabili relative all'apporto energetico e al trasporto turbolento dell'aria. La modifica introdotta da Monteith (1965) tiene conto anche del complesso meccanismo che regola il passaggio del vapore acqueo dal mesofillo, attraverso gli stomi all'atmosfera, applicando un modello semplificato riassunto da due variabili, rispettivamente la resistenza degli stomi e la resistenza aerodinamica. La FAO ha ulteriormente rimodulato il metodo definendo le caratteristiche morfologiche e fisiologiche della coltura di riferimento in modo da ottenere per le variabili di resistenza un modello ripetibile in differenti contesti. La formula calcola il flusso di evapotraspirazione giornaliero (in MJ al m2 al giorno):
{\displaystyle \lambda ET={\frac {\Delta (R_{n}-G)+\rho _{a}\cdot c_{p}{\frac {(e_{s}-e_{a})}{r_{a}}}}{\Delta +\gamma (1+{\frac {r_{s}}{r_{a}}})}}}
dove:
- λ è il calore latente di evapotraspirazione (espresso in MJ/Kg);
- Δ è il coefficiente di correlazione fra la pressione di vapore saturo e la temperatura (KPa/°C);
- Rn è la radiazione solare netta (MJ/m2/d);
- G è il flusso di calore nel terreno (MJ/m2/d);
- ρa è la densità dell'aria (Kg/m³);
- cp è il calore specifico dell'aria (KJ/Kg/°C);
- es è la tensione di vapore saturo dell'aria (KPa);
- ea è la tensione di vapore dell'aria (KPa); la differenza esprime il deficit di saturazione;
- ra è la resistenza aerodinamica al flusso di vapore (s/m);
- rs è la resistenza degli stomi al flusso di vapore (s/m);
- γ è la costante psicrometrica (in KPa/°C).

L'equazione di Penman-Monteith si è rivelata valida in molti ambienti, con un margine d'errore del 10%, e la FAO raccomanda questo metodo per stimare l'evapotraspirazione potenziale e per determinare i coefficienti colturali da applicare per estrapolare l'evapotraspirazione effettiva. Il limite operativo del metodo sta nella necessità di disporre di una stazione di rilevamento agrometeorologico nell'ambiente di applicazione.

### Metodo evaporimetrico

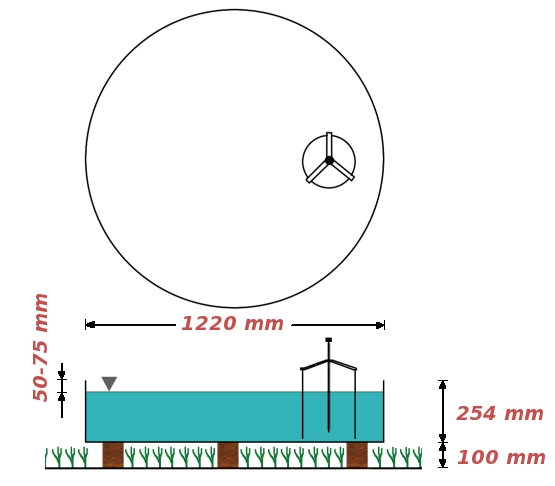
Evaporimetro

Si tratta di un metodo di semplice applicazione e abbastanza affidabile se è stato tarato adeguatamente nell'ambiente in cui si opera. Questo metodo mette in relazione l'evapotraspirazione potenziale standard con la quantità d'acqua evaporata, nel periodo di osservazione, da una vasca evaporimetrica (evaporimetro) che rispetti requisiti standard in merito a dimensioni, fattura e ubicazione. La diminuzione del livello della superficie liquida nel periodo considerato, detta evaporato si esprime in millimetri e si rapporta all'unità di tempo (generalmente l'intervallo di una giornata).
Il principio su cui si basa la relazione consiste nel fatto che intensità di evapotraspirazione e intensità di evaporazione da uno specchio d'acqua a pelo libero sono determinate dagli stessi fattori climatici. L'evaporato non s'identifica con l'evapotraspirazione (potenziale o effettiva) per i seguenti motivi:
- la riflessione su un manto vegetale è in genere 4-5 volte superiore rispetto a uno specchio d'acqua, pertanto la radiazione netta che arriva su una superficie liquida è maggiore;
- l'accumulo di calore nell'acqua dell'evaporimetro fa sì che l'evaporazione prosegua anche durante le ore di buio, mentre in queste ore la traspirazione si arresta per la chiusura degli stomi;
- l'evapotraspirazione è influenzata da fattori biologici e pedologici che in generale non hanno riflessi sull'evaporazione da uno specchio libero.

Per i motivi sopraesposti l'evapotraspirazione potenziale standard ha un valore inferiore rispetto all'evaporato, pertanto la relazione fra le due variabili è mediata da un coefficiente di proporzionalità inferiore all'unità:
{\displaystyle ETP_{s}=K_{p}\cdot E}
dove:
- Kp è il coefficiente di riduzione;
- E è la misura dell'evaporato nell'intervallo di riferimento espressa in mm.

Il coefficiente di riduzione si desume da apposite tabelle che tengono conto del tipo di evaporimetro, della sua ubicazione (su un prato o a distanza da un prato), dell'umidità relativa media dell'aria e della velocità del vento. Il metodo evaporimetrico ha il pregio di essere di facile applicazione in quanto richiede il rilevamento di una sola variabile climatica (l'evaporato), offrendo al contempo una discreta affidabilità, con margini d'errore dell'ordine del 15%. Il limite principale è che si deve disporre di una vasca evaporimetrica che abbia requisiti standard perché altrimenti i valori del coefficiente di proporzionalità risulterebbero falsati.

## Stima dell'evapotraspirazione effettiva
La mera conoscenza dell'evapotraspirazione potenziale ha solo finalità scientifiche. Ai fini applicativi infatti l'ET potenziale è stimata solo per giungere alla determinazione dei consumi idrici in un contesto reale. A prescindere dalla metodologia adottata per determinare l'ET potenziale, il valore dell'ET effettiva si ottiene applicando un coefficiente colturale:
{\displaystyle ETE=K_{c}\cdot ETP_{s}}
dove:
- Kc è il coefficiente colturale ricavato da pubblicazioni scientifiche, manuali tecnici, varie fonti divulgative.

Il valore del coefficiente colturale è determinato empiricamente per ogni coltura, differenziato per fasi fenologiche, e può cambiare in funzione delle caratteristiche ambientali (tecnica colturale, regione climatica, ecc.). Nei limiti del possibile si devono perciò adottare coefficienti colturali ricavati specificamente per l'ambiente in cui si opera o, in assenza di documentazione in merito, si fa riferimento a condizioni ambientali simili.
Il valore del coefficiente colturale può essere inferiore o superiore all'unità, perciò l'ET effettiva può anche essere superiore alla ET potenziale. Per capire questo concetto si deve tener presente che la vegetazione, per effetto del LAI (leaf area index, indice di area fogliare), sviluppa una maggiore superficie dell'interfaccia suolo-aria. La vegetazione delle colture reali può pertanto avere una maggiore superficie traspirante (riferita all'unità di superficie agraria) rispetto alla coltura di riferimento adottata per l'ET potenziale (prato di graminacee regolarmente sfalciato a 10–15 cm).
Il coefficiente colturale è in genere inferiore all'unità (in media 0,4-0,75 per la maggior parte delle mesofite in regime irriguo) quando una coltura è nelle prime fasi di sviluppo in quanto l'evapotraspirazione è dovuta principalmente all'evaporazione dal terreno. In questi casi i consumi idrici delle colture sono generalmente inferiori a quelli di un prato di graminacee che ricopre uniformemente il terreno perché la superficie evapotraspirante sviluppata è inferiore. È invece superiore all'unità (1,2-1,3 per la maggior parte delle mesofite in regime irriguo) quando le piante raggiungono il pieno sviluppo vegetativo. In questi casi il LAI è più elevato e la superficie evapotraspirante sviluppata è superiore a quella di un prato di graminacee regolarmente sfalciato a 10–15 cm d'altezza. Questa tendenza generale va incontro a molteplici eccezioni, ad esempio quando la specie agraria coltivata ha caratteri xerofitici e, quindi, è fisiologicamente e anatomicamente predisposta a consumare meno acqua di una graminacea mesofita.
A titolo d'esempio, si può fare una comparazione fra alcune colture nelle condizioni ambientali della pianura della Sardegna.
Alla fine di aprile l'ET potenziale standard è in media di 3,2 mm/d. Il pomodoro si trova in fase di post trapianto, con piante poco sviluppate e terreno nudo nelle interfile, sarchiato o diserbato. Il prato di erba medica è in prefioritura e ha quasi raggiunto il completo sviluppo vegetativo ricoprendo completamente il terreno. La vite sarà in piena fase di accrescimento vegetativo, con tralci ancora poco sviluppati. L'olivo è in fase di mignolatura e in piena attività vegetativa. I coefficienti colturali consigliati sono rispettivamente 0,3 per il pomodoro, 0,95 per la medica, 0,40 per la vite, 0,60 per l'olivo. Applicando i rispettivi coefficienti colturali al valore dell'ET potenziale i consumi idrici giornalieri saranno di 1 mm per il pomodoro, 3 mm per la medica, 1,3 per la vite, 1,9 per l'olivo.
Nella prima metà di luglio l'ET potenziale standard è in media di 6,6 mm/d. Il pomodoro si trova in fase di pieno sviluppo e con bacche in maturazione, la medica si trova in fase di ricaccio, più o meno sviluppato, la vite in piena attività vegetativa e di accrescimento dei grappoli, l'olivo in fase di accrescimento dei frutticini e con attività di crescita dei germogli rallentata. I coefficienti colturali consigliati sono rispettivamente di 1,15 per il pomodoro, 0,95 per la medica, 0,75 per la vite, 0,45 per l'olivo. I consumi idrici giornalieri saranno di 7,6 mm per il pomodoro, 6,3 mm per la medica, 5 mm per la vite, 3 mm per l'olivo.